# Beyond Forgiveness
Beyond Forgiveness is een Pools-Amerikaanse film uit 1994 van regisseur Bob Misiorowski.
De film werd in Polen uitgebracht onder de titel 'Anioł śmierci'.

## Verhaal
De Amerikaanse politie-agent Frank Wycinski moet toezien hoe zijn broer voor zijn ogen vermoord wordt. Hij komt erachter dat de dader bij de Russische maffia zit en naar Polen is gevlucht. Daarom reist Frank naar Europa, op zoek naar de moordenaar van zijn broer.

## Rolbezetting
| Acteur               | Personage                |
| -------------------- | ------------------------ |
| Thomas Ian Griffith  | Frank Wycinski           |
| Rutger Hauer         | dokter Lem               |
| Joanna Trzepiecinska | Anna Morszytn            |
| John Rhys-Davies     | agent Shmuda             |
| Andrzej Zielinski    | Inspector Bielski        |
| Stanislaw Brejdygant | hoofdinspecteur Morszytn |
| Aleksander Wysocki   | Yuri Brijelski           |
| Dominika Ostalowska  | Sonia                    |
| Arthur Zmijewski     | Marty Wycinski           |
| Jan Prockyra         | Zelepukhin               |